# Partido judicial de La Roda
El Partido judicial de La Roda  es uno de los 31 partidos judiciales en los que se divide la Comunidad Autónoma de Castilla-La Mancha, siendo el partido judicial n.º 5  de la provincia de Albacete.
El ámbito territorial, que viene regulado por el Real Decreto 529/1983, de 9 de marzo, comprende los municipios de:
Fuensanta, Lezuza, Madrigueras, Minaya, Montalvos, La Roda, Tarazona de la Mancha y Villalgordo del Júcar.